# ティルス
座標: 北緯33度16分15秒 東経35度11分46秒 / 北緯33.27083度 東経35.19611度
ティルス（Tyrus）（テュロス（Tyros））は、レバノンの南西部、地中海に面する都市遺跡。ユネスコの世界遺産（文化遺産）に登録された史跡でもある。ティルスの現在の名前はスール（アラビア語: صور）ないしはティール（アラビア語で岩という意味）といわれる。

## 概要
ティルスは、現在小さな漁村であるスールの位置にかつてあった都市である。都市の起こりは紀元前2500年ごろといわれている。ティルスは紀元前1000年頃、ティルス王ヒラムが陸地から1キロメートルほど離れた小島に移した。紀元前332年、マケドニアのアレクサンドロス3世が島へ侵攻するために島との間に突堤を築き、以降半島となった。
ティルス付近の地中海の砂浜には自噴井があり、その周辺の野菜、柑橘類、ヤシなどの栽培園の灌漑水源となっている。砂浜にはEuphorbia paraliasなどの植物が生え、アオウミガメとアカウミガメの産卵場となっている。背後の丘陵地には低木林やイグサ属の草地がある。1999年にラムサール条約登録地となった。
フェニキア人の造った都市国家でも最大級にまで発展し、紀元前1000年頃にはフェニキアの首都となった。また、アレクサンダー大王に対して唯一抵抗したフェニキア国家でもあった。
テュロス人は、『エフェソス物語』『ダフニスとクロエ』など多くのギリシア文学にバアル信仰や人身御供などの風習を持つ残忍な海賊として登場し、ローマ時代に至るまで文学の伝統となっていた。
レバノン内戦ではイスラエルによって占領された。現在も付近にパレスチナ難民が居住するラシディヤ・キャンプがある。

## 歴史
紀元前2500年、ビブロスやベイルートと共に、フェニキア人の都市として成立。
紀元前1200年頃に他のフェニキア諸都市とともに独立し、紀元前11世紀から紀元前9世紀に最盛期。ティルスの植民都市としてカルタゴを建設。
紀元前9世紀から紀元前8世紀にアッシリアの強大化によって勢力を失い、他のフェニキア諸都市と同様にアッシリアに従属する。
紀元前701年、エジプトと同盟しアッシリアに反乱。アッシリア王センナケリブの遠征軍に包囲され包囲は失敗したものの、服属。
紀元前671年、エジプトと同盟しアッシリアに反乱。アッシリア王エサルハドンの遠征軍の攻撃を受ける。アッシュールバニパルの死後、アッシリアから独立したが、紀元前586年、新バビロニア王ネブカドネザル2世の遠征軍に包囲され13年間にわたり抵抗した後、服属。
紀元前332年、マケドニアのアレクサンドロス3世（大王）の東征軍に対し、フェニキア人の中で唯一激しく抵抗したが、包囲され、要塞化されたティルスの島に立てこもった（ティール包囲戦 (紀元前332年)）。しかし、アレクサンドロス3世は艦隊で海上を封鎖し、7ヶ月かけて島との間を埋め立てて突堤を築き、攻撃を仕掛けた。強固な守りにアレクサンドロス大王も苦戦したが、強力な射出装置によって城壁を砕き、破砕口から進撃してティルス軍を一網打尽にした。この戦いによるティルス側の戦死者は8,000人、陥落後さらに2,000人が殺害され、3万人のティルス市民が奴隷として囚われたといわれる。後にアレクサンドロス3世の許しを得てティルスは再建されるが、政治的にも経済的にも弱体化し、かつての繁栄は失われた。
その後、セレウコス朝シリアやローマ帝国の支配下に置かれ、12世紀には十字軍の支配を受ける。第三回十字軍の際にはコンラード1世率いる現地十字軍勢力がイスラム勢力に抵抗その後、イスラム化が進行するにつれ、ティルスは縮小され、ついには放棄される。
現在は、ローマ帝国支配時代の遺跡があまり風化せず数多く残るが、都市としての面影は無い。周辺地域にてスールやアナーといった小さな村が点在するだけである。

## 聖書の描写
旧約聖書のエゼキエル書では、エテバアル3世が登場する。聖書の表記ではツロとよばれている。
26章2〜4節｢人の子よ。ツロはエルサレムについて『あはは。国々の民の門はこわされ、私に明け渡された。私は豊かになり、エルサレムは廃墟となった』と言ってあざけった。
それゆえ─神である主はこう言われる─ツロよ、わたしはおまえを敵とする。海が波をうねらせるように、多くの国々をおまえに向けて攻め上らせる。彼らはツロの城壁を荒らし、そのやぐらを壊す。わたしはそのちりを払い去って、そこを裸岩にする(新改訳)」
同じフェニキアの都市国家、シドンと共に神の怒りを買い、後に滅ぼされることを宣告される。

## 主な史跡
- 凱旋門
- 大浴場
- ローマ劇場

## 姉妹都市
- ペルピニャン、フランス

## ギャラリー
- 凱旋門
- Al Mina
- 港

## 登録基準
この世界遺産は世界遺産登録基準のうち、以下の条件を満たし、登録された（以下の基準は世界遺産センター公表の登録基準からの翻訳、引用である）。
- (3) 現存するまたは消滅した文化的伝統または文明の、唯一のまたは少なくとも稀な証拠。
- (6) 顕著で普遍的な意義を有する出来事、現存する伝統、思想、信仰または芸術的、文学的作品と直接にまたは明白に関連するもの（この基準は他の基準と組み合わせて用いるのが望ましいと世界遺産委員会は考えている）。